# Gospí
Gospí o Guspí es una localidad española del municipio de San Ramón, perteneciente a la provincia de Lérida, en la comunidad autónoma de Cataluña. Está ubicada en la comarca de la Segarra.

## Geografía
Gospí está situado en el noroeste del término municipal. La carretera LV-3121 es su principal vía de comunicación.

## Historia
Existe unanimidad entre los autores en considerar que el topónimo tendría su origen en albespí, un espino blanco. El nombre de Albispino aparece en 1005 en las primeras referencias en el antiguo castillo alrededor del que fue construido originariamente el pueblo. Gospí perteneció a los marqueses de Palmerola.
Hacia mediados del siglo XIX, el lugar tenía contabilizada una población de 61 habitantes. Aparece descrito en el noveno volumen del Diccionario geográfico-estadístico-histórico de España y sus posesiones de Ultramar de Pascual Madoz de la siguiente manera:

GUSPI: l. que forma ayunt. con el pueblo de Portell en la prov. de Lérida (9 1/2 leg.), part. jud. de Cervera (1 1/2), aud. terr. y c. g. de Barcelona (13), dióc. de Solsona (6): se halla sit. en un llano en posicion despejada y dominada de los vientos del E. y O., con clima frio pero saludable. Forman la pobl. la casas de pobre construccion y de peor distribucion interior; con una igl. parr. que tiene por anejo á la de Moneros, y el cementerio contiguo á ella y ventilado. El term. confina por N. con Comabella; E. Vivé; S. Farrán, y O. Portell: el terreno es poco fértil, y en su parte monte crecen algunos almendros y muchos pinos. caminos: el que dirige á Cervera en regular estado, y otro á Guisona malísimo. Recibe la correspondencia 2 veces á la semana por medio de un encargado de los vec. que pasa á recogerla á la adm. de Cervera. prod.: vino, centeno, cebada y patatas, con algun ganado vacuno para la labranza; cria caza de conejos y perdices en abundancia. pobl.: 13 vec., 61 alm. cap. imp.: 28,229. contr.: el 14,28 por 100 de la riqueza.
(Madoz, 1847, p. 148)

## Patrimonio
- Castillo de Gospí.[3] Se sitúa en la parte más elevada del núcleo urbano. Tiene adosada una torre de vigilancia cilíndrica que destaca por encima de todas las casas, con una escalera interior de piedra, y una serie de pasillos subterráneos con varias casas del pueblo. Actualmente es una casa señorial.
- Iglesia parroquial de San Martín de Gospí. Es de origen románico y conserva aún la portada de la iglesia, las cornisas y una ventana de cruz griega, ya que posteriormente ha sufrido varias modificaciones.
- Fuente de Gospí.[4]Datada en 1772, fruto de la transformación de una fuente anterior. Tiene dos caños de cobre en forma de cabeza de animal y el agua se recoge en un canal que la lleva hasta un lavadero.
- Ermita de San Cosme y San Damián. Se sitúa a la entrada del núcleo urbano y está dedicada a los antiguos patrones de Gospí. Consta de una sola nave con ábside recto, cubierta a dos aguas y realizada con mampostería. Cada 26 de septiembre se celebra una misa en honor a los santos.

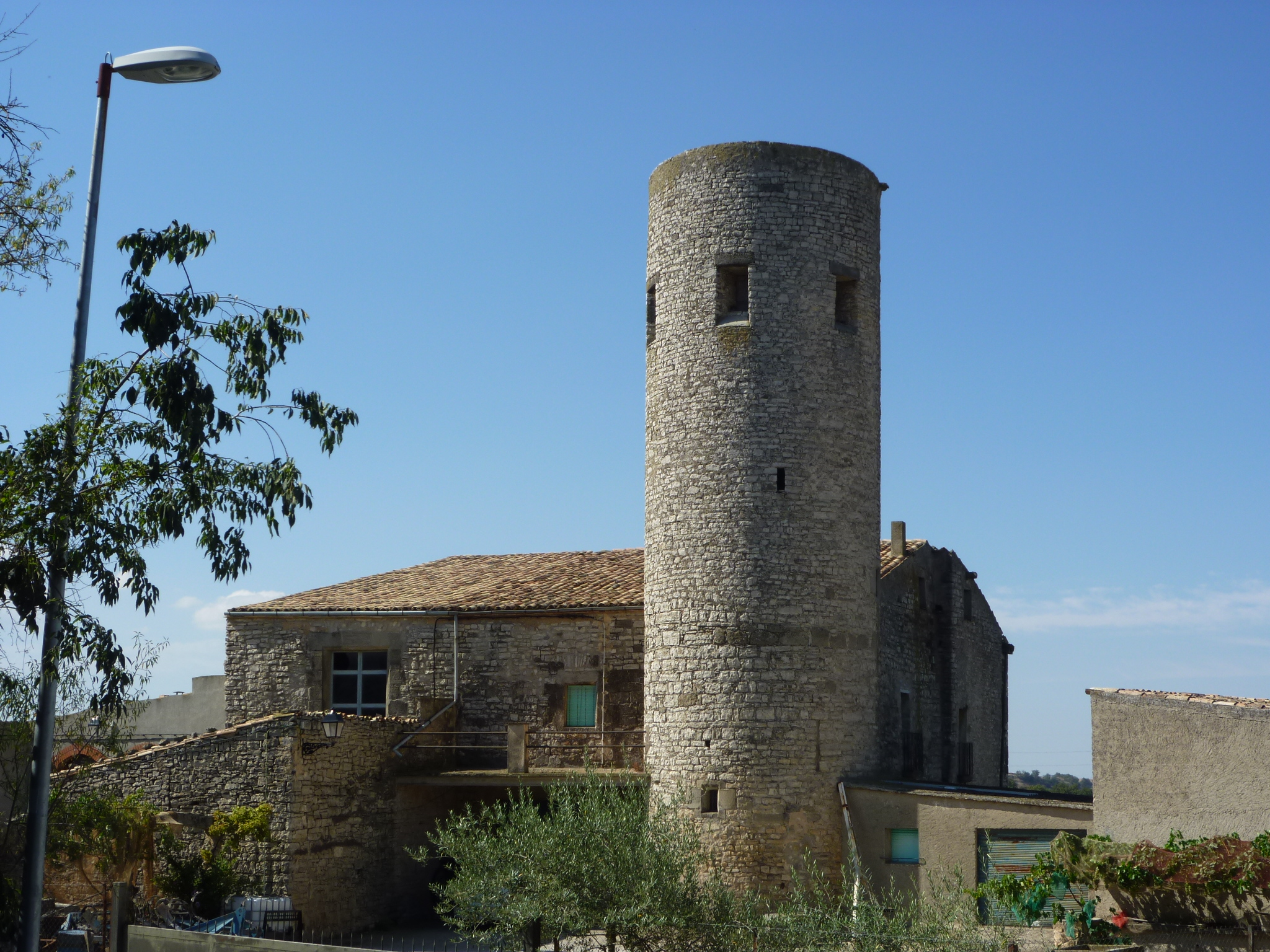
Castillo de Gospí
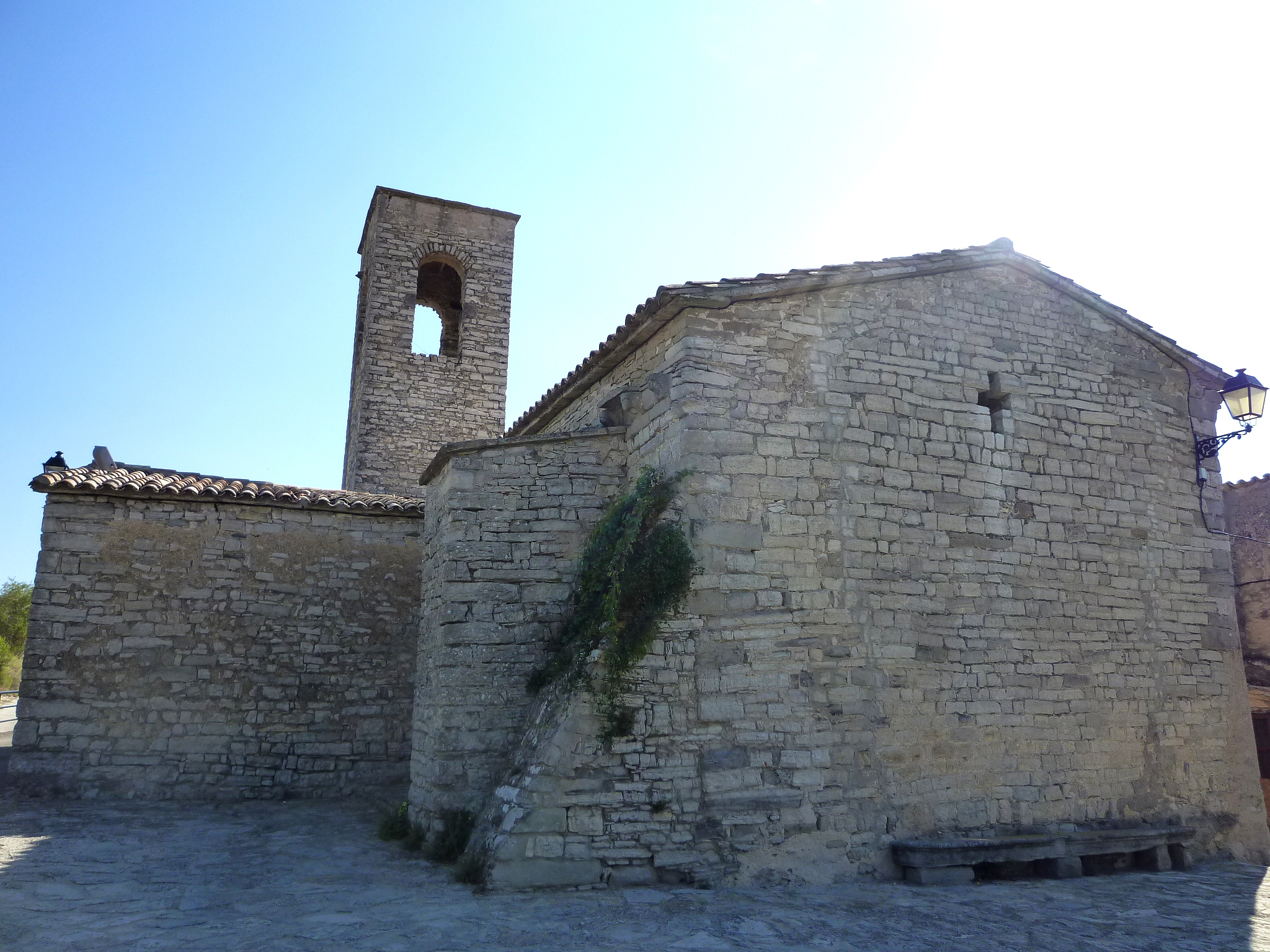
San Martín de Gospí
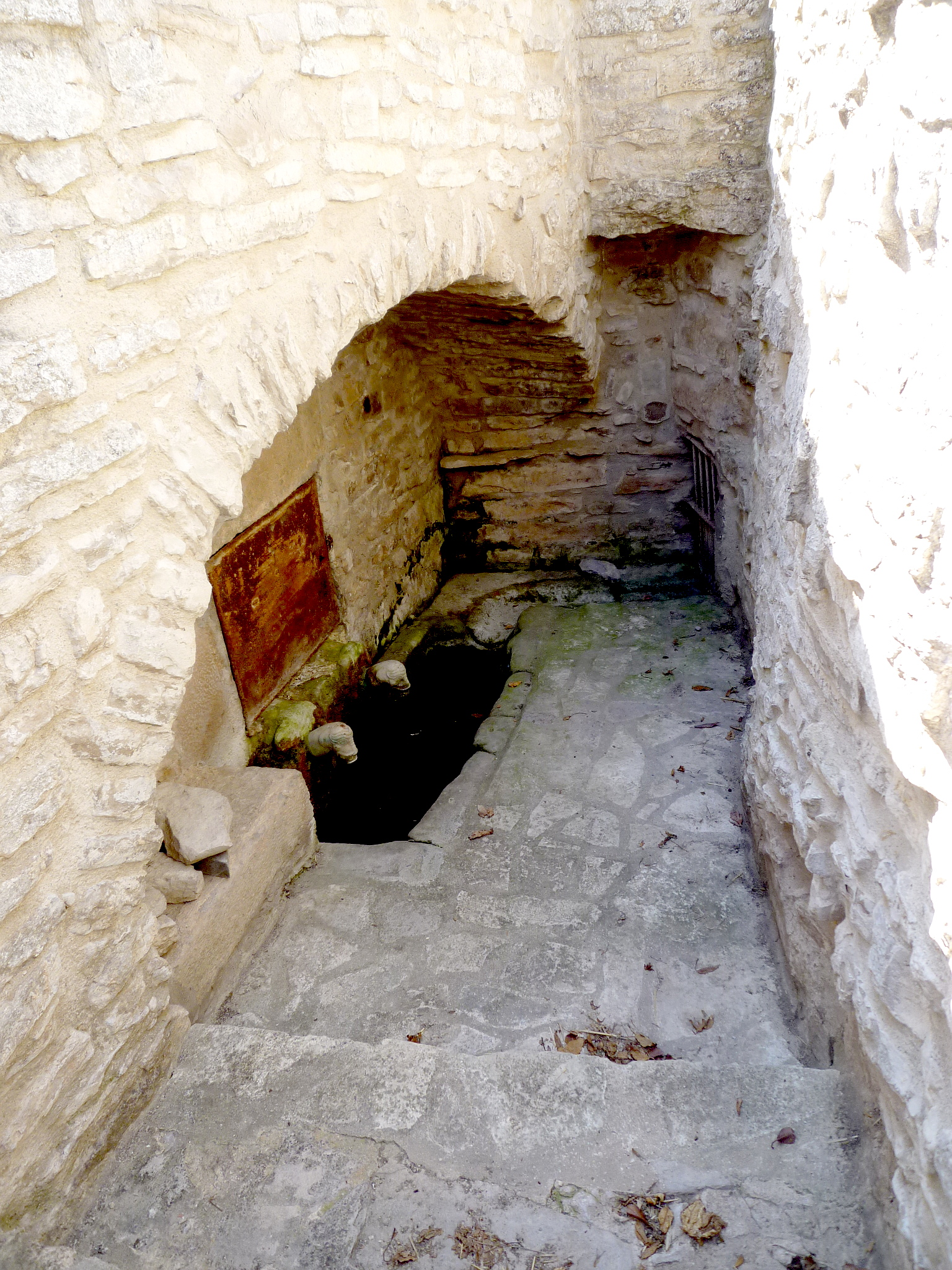
Fuente de Gospí
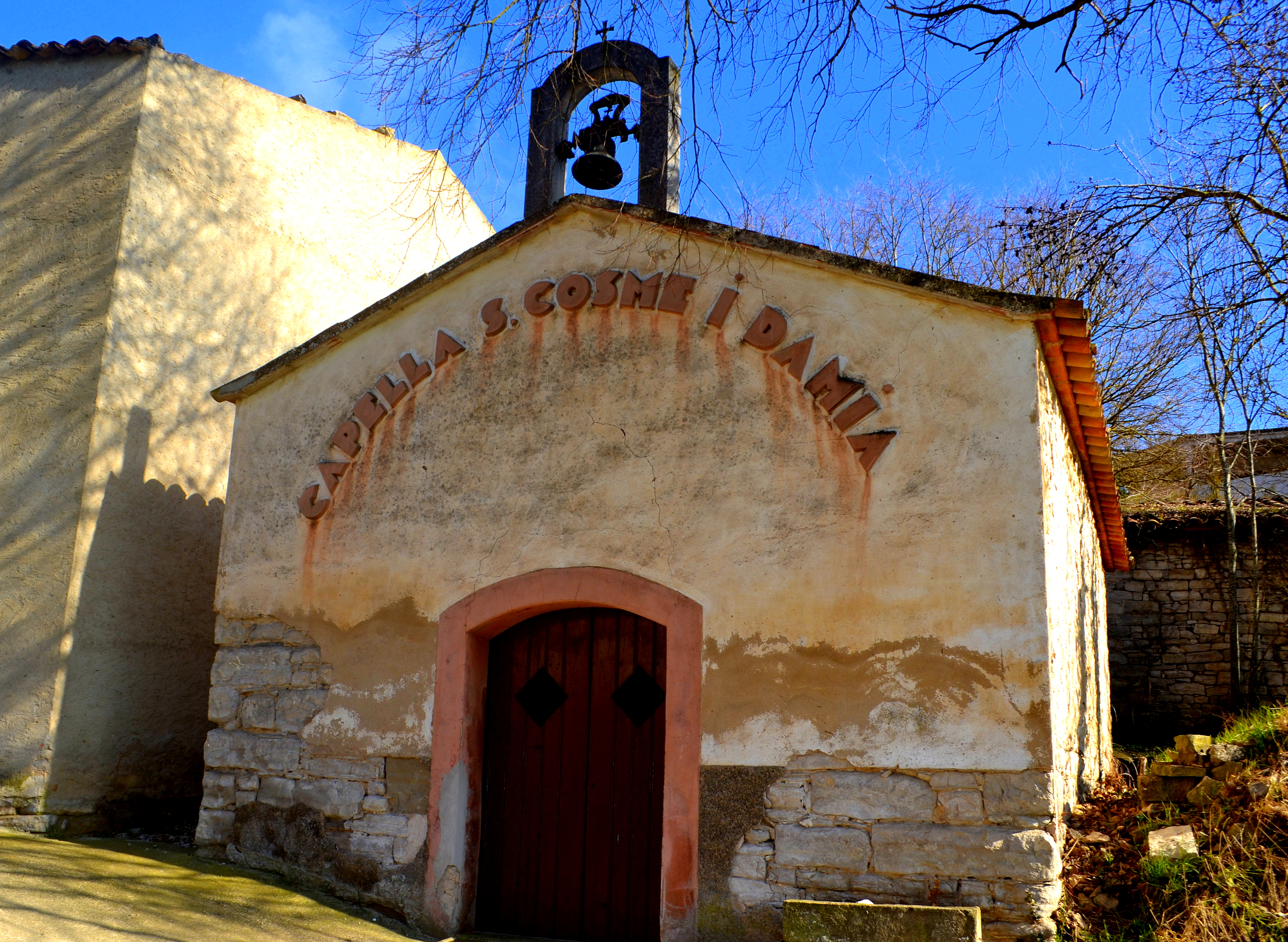
Ermita de San Cosme y San Damián

En Gospí también hay un edificio de dos plantas donde antes había una escuela y un horno de pan. La antigua escuela ocupaba el piso de arriba, funcionó entre 1963 y 1973 y se utilizó también para hacer bailes, reuniones o incluso de vivienda para el profesorado. El horno de pan ocupaba el piso de abajo. Las familias se hacían el pan para la semana y cuando terminaban, le daban la clave del horno a la siguiente familia. Después pasó a ser el lugar de lectura y visión conjunta de la televisión. El uso actual del edificio es de reuniones